# Diócesis de San Fernando de La Unión
La diócesis de San Fernando de La Unión (en latín: Dioecesis Ferdinandopolitana ab Unione, en inglés: Roman Catholic Diocese of San Fernando de La Union y en pangasinán: Diocesis ti San Fernando de La Union) es una circunscripción eclesiástica de la Iglesia católica en Filipinas. Se trata de una diócesis latina, sufragánea de la arquidiócesis de Lingayén-Dagupan. Desde el 9 de mayo de 2018 su obispo es Daniel Oca Presto.

## Territorio y organización
La diócesis tiene 1493 km² y extiende su jurisdicción sobre los fieles católicos de rito latino residentes en la región de Ilocos en la provincia de La Unión en la isla de Luzón. 
La sede de la diócesis se encuentra en la ciudad de San Fernando, en donde se halla la Catedral de San Guillermo el Eremita. En Agoo se halla la basílica menor de Nuestra Señora de la Caridad.
En 2020 en la diócesis existían 28 parroquias.

## Historia
La diócesis fue erigida el 19 de enero de 1970 con la bula Qui disponente Deo del papa Pablo VI, obteniendo el territorio de la arquidiócesis de Nueva Segovia.

## Estadísticas
Según el Anuario Pontificio 2021 la diócesis tenía a fines de 2020 un total de 719 120 fieles bautizados.
| Año                                                                             | Población            | Población | Población      | Sacerdotes | Sacerdotes    | Sacerdotes    | Bautizados por sacerdote | Diáconos permanentes | Religiosos | Religiosos | Parroquias |
| Año                                                                             | Bautizados católicos | Total     | % de católicos | Total      | Clero secular | Clero regular | Bautizados por sacerdote | Diáconos permanentes | Varones    | Mujeres    | Parroquias |
| ------------------------------------------------------------------------------- | -------------------- | --------- | -------------- | ---------- | ------------- | ------------- | ------------------------ | -------------------- | ---------- | ---------- | ---------- |
| 1970                                                                            | 310 000              | 335 000   | 92.5           | 49         | 43            | 6             | 6326                     |                      |            | 30         | 26         |
| 1980                                                                            | 423 720              | 474 514   | 89.3           | 31         | 24            | 7             | 13 668                   |                      | 7          | 31         | 26         |
| 1990                                                                            | 417 977              | 466 000   | 89.7           | 40         | 34            | 6             | 10 449                   |                      | 6          | 85         | 26         |
| 1999                                                                            | 506 851              | 618 111   | 82.0           | 46         | 40            | 6             | 11 018                   |                      | 9          | 122        | 27         |
| 2000                                                                            | 506 251              | 618 111   | 81.9           | 44         | 39            | 5             | 11 505                   |                      | 5          | 122        | 27         |
| 2001                                                                            | 551 768              | 656 866   | 84.0           | 47         | 39            | 8             | 11 739                   |                      | 8          | 122        | 27         |
| 2002                                                                            | 551 768              | 656 866   | 84.0           | 46         | 38            | 8             | 11 994                   |                      | 8          | 122        | 27         |
| 2003                                                                            | 551 768              | 656 866   | 84.0           | 46         | 37            | 9             | 11 994                   |                      | 9          | 94         | 27         |
| 2004                                                                            | 582 238              | 693 140   | 84.0           | 43         | 35            | 8             | 13 540                   |                      | 8          | 86         | 27         |
| 2010                                                                            | 654 000              | 760 000   | 86.1           | 46         | 36            | 10            | 14 217                   | 5                    | 10         | 93         | 28         |
| 2014                                                                            | 704 000              | 818 000   | 86.1           | 52         | 43            | 9             | 13 538                   |                      | 9          | 117        | 28         |
| 2017                                                                            | 739 830              | 855 690   | 86.5           | 48         | 37            | 11            | 15 413                   |                      | 11         | 105        | 28         |
| 2020                                                                            | 719 120              | 831 734   | 86.5           | 52         | 46            | 6             | 13 829                   |                      | 6          | 78         | 28         |
| Fuente: Catholic-Hierarchy, que a su vez toma los datos del Anuario Pontificio. |                      |           |                |            |               |               |                          |                      |            |            |            |

## Episcopologio
- Victorino Cristobal Ligot † (6 de febrero de 1970-18 de septiembre de 1980 falleció)
- Salvador Lazo Lazo † (20 de enero de 1981-28 de mayo de 1993 retirado)
- Antonio Realubin Tobias (28 de mayo de 1993-25 de noviembre de 2003 nombrado obispo de Novaliches)
- Artemio Lomboy Rillera, S.V.D. † (1 de abril de 2005-13 de noviembre de 2011 falleció)[nota 1]
- Rodolfo Fontiveros Beltran † (30 de octubre de 2012-17 de junio de 2017 falleció)
- Daniel Oca Presto, desde el 9 de mayo de 2018